# Liam Daish
Liam Sean Daish (Portsmouth, 23 september 1968) is een in Engeland geboren voormalig profvoetballer uit Ierland die speelde als centrale verdediger. Hij speelde voor Coventry City in de Premier League.

## Clubcarrière
Daish was een jeugdspeler van de toenmalige tweedeklasser Portsmouth, maar doorbreken bij de club uit zijn geboortestad lukte niet voor de verdediger, die Ierse voorouders heeft. Daish verliet Portsmouth in 1988, waarna hij zes jaar uitkwam voor de tweedeklasser Cambridge United. Hij speelde met Cambridge United meer dan 150 officiële wedstrijden. Tussen 1994 en 1996 was hij een onmisbare schakel in de defensie van Birmingham City alvorens zijn krabbel te mogen zetten onder een contract bij de toenmalige Premier League-club Coventry City, dat 1,5 miljoen pond betaalde. Met Birmingham City had Daish op 23 april 1995 de Football League Trophy gewonnen in de finale tegen Carlisle United op Wembley. Verlengingen waren daar voor benodigd.
Liam Daish heeft daarna in totaal 31 Premier League-wedstrijden afgewerkt in de hoofdmacht van Coventry City, in dezelfde gouw spelend als Birmingham: de Engelse West Midlands. In 1999 verliet hij Highfield Road. De centrale verdediger blesseerde zich namelijk ernstig aan de ligamenten van de knie, wat niet alleen zijn periode bij Coventry City voortijdig beëindigde doch ook zijn profcarrière. Nadien was Daish vier jaar actief voor amateurclub Havant & Waterlooville van 1999 tot 2003. Hierna stopte hij definitief met voetballen.

## Interlandcarrière
Daish speelde vijf interlands in het Iers voetbalelftal van 1992 tot 1996.